# Camponotus ruzskyellus
Camponotus ruzskyellus är en myrart som beskrevs av Auguste-Henri Forel 1922. Camponotus ruzskyellus ingår i släktet hästmyror, och familjen myror. Inga underarter finns listade.